# Deois mourei
Deois mourei is een halfvleugelig insect uit de familie schuimcicaden (Cercopidae). De wetenschappelijke naam van deze soort is voor het eerst geldig gepubliceerd in 1993 door Cavichioli & Sakakibara.